# Олгор
О̀лгор (на норвежки: Ålgård) е град в Южна Норвегия. Разположен е на около 15 km на север от брега на Северно море около река Фигю и езерото Едлансватне във фюлке Ругалан, на 25 km южно от Ставангер. Главен административен център на община Йесдал. Основан е през 1462 г. Имал е жп гара, сградата на която днес е преустроена в църква. Население от 9000 жители според данни от преброяването през 2010 г.

## Спорт
Представителният футболен отбор на града носи името ФК Олгор. Играл е във второто и третото ниво на норвежкия футбол.